# Bockenheim
Bockenheim är en stadsdel i Frankfurt am Main, Tyskland. Tidigare var det en självständig stad i södra Hessen. 
Med sina 33 067 invånare (2008) är Bockenheim den tredje största stadsdel i Frankfurt.